# Xã White, Quận Kingman, Kansas
Xã White (tiếng Anh: White Township) là một xã thuộc quận Kingman, tiểu bang Kansas, Hoa Kỳ. Năm 2010, dân số của xã này là 391 người.